# Monitoring skażeń promieniotwórczych w Polsce
Monitoring skażeń promieniotwórczych w Polsce – działania obejmujące regularne pomiary skażeń promieniotwórczych oraz rejestrację i analizę wyników tych pomiarów, umożliwiającą wczesne wykrywanie zmian promieniowania alfa, beta i gamma w otoczeniu. Monitoring, wykonywany na podstawie rozporządzenia Rady Ministrów, jest koordynowany przez Prezesa Państwowej Agencji Atomistyki.

## Podstawa prawna
Podstawą działań jest Rozporządzenie Rady Ministrów w sprawie systemów wykrywania skażeń i powiadamiania o ich wystąpieniu oraz właściwości organów w tych sprawach z dnia 7 stycznia 2013 roku. Rozporządzenie zostało wydane na podstawie Ustawy o powszechnym obowiązku obrony Rzeczypospolitej Polskiej. Zawiera podstawowe definicje i ogólne zasady organizacji systemów oraz załącznik – zestawienie rodzajów alarmów, sygnałów alarmowych i komunikatów ostrzegawczych. Według § 1:

Rozporządzenie określa organizację i warunki przygotowania oraz sposób funkcjonowania systemów obserwacji, pomiarów, analiz, prognozowania i powiadamiania o skażeniach na terytorium Rzeczypospolitej Polskiej oraz właściwości organów w tych sprawach.

W skład krajowego systemu wykrywania skażeń wchodzą placówki wykrywania toksycznych związków chemicznych, materiałów promieniotwórczych, zakaźnych czynników biologicznych lub ognisk zakażeń.

Ostrzeżenie o radioaktywności

Są one organizacyjnie i technicznie powiązane pomiędzy sobą, a poza tym z jednostkami alarmującymi o skażeniach i przeciwdziałającymi ich skutkom oraz z placówkami gromadzącymi informacje, przetwarzającymi je i wykonującymi wstępne analizy zgromadzonych informacji.
W skład systemu monitoringu radiacyjnego wchodzą stacje wczesnego wykrywania skażeń promieniotwórczych oraz placówki prowadzące pomiary tych skażeń (§ 4 ust. 1 pkt c). Wykonują obserwacje i pomiary w określonych geograficznie punktach lub obszarach – w sposób ciągły lub w odstępach czasu, zdalnie lub w sposób bezpośredni. Działanie krajowego systemu wykrywania skażeń promieniotwórczych koordynuje Prezes Państwowej Agencji Atomistyki (PAA).

## System monitoringu radiacyjnego

Główne źródła skażeń radiacyjnych: testy atomowe w latach 1945–2018

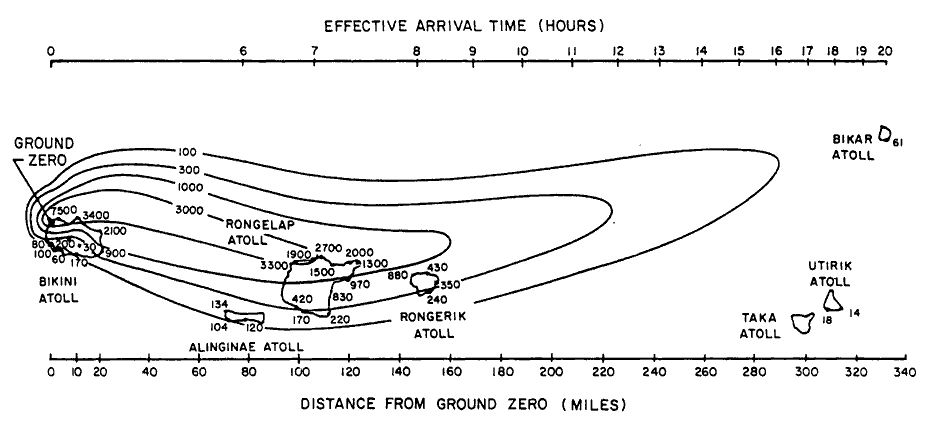
Skażenie rejonu Wysp Marshalla po amerykańskim teście Castle Bravo na Bikini (1954); liczby – szacunkowa wielkość skumulowanej dawki pochłoniętej (rad)

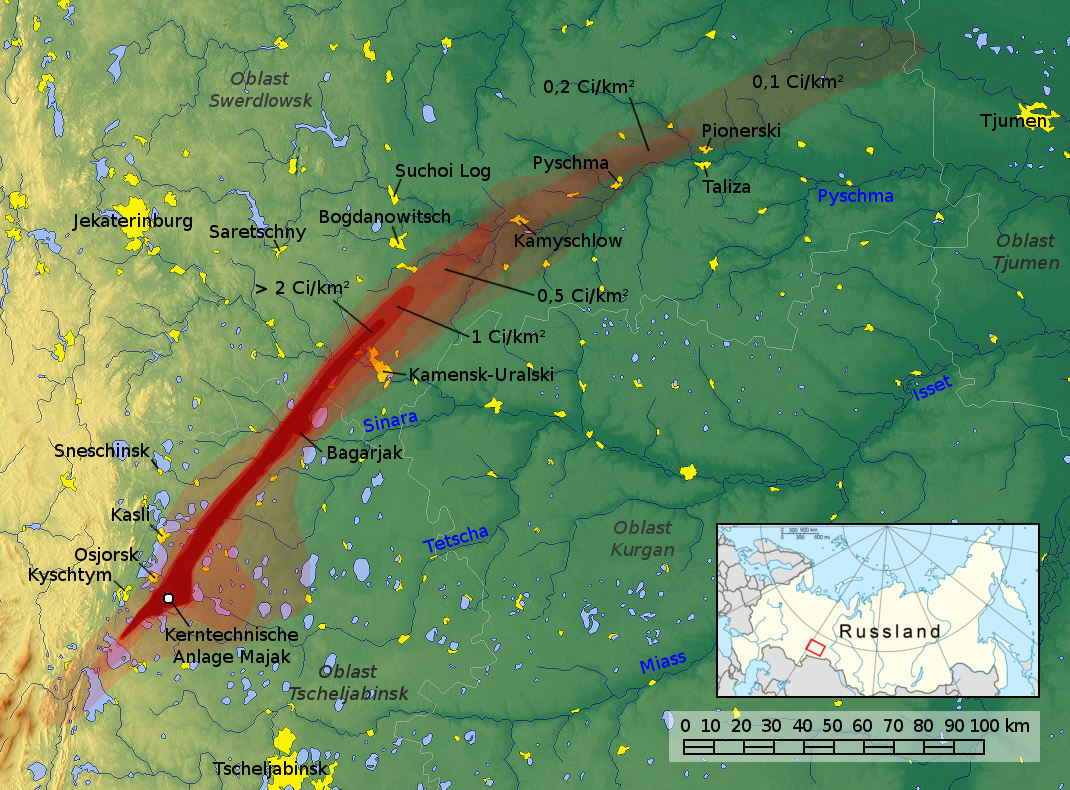
Rozprzestrzenianie się skażeń promieniotwórczych powierzchni po katastrofie kysztymskiej (1957)

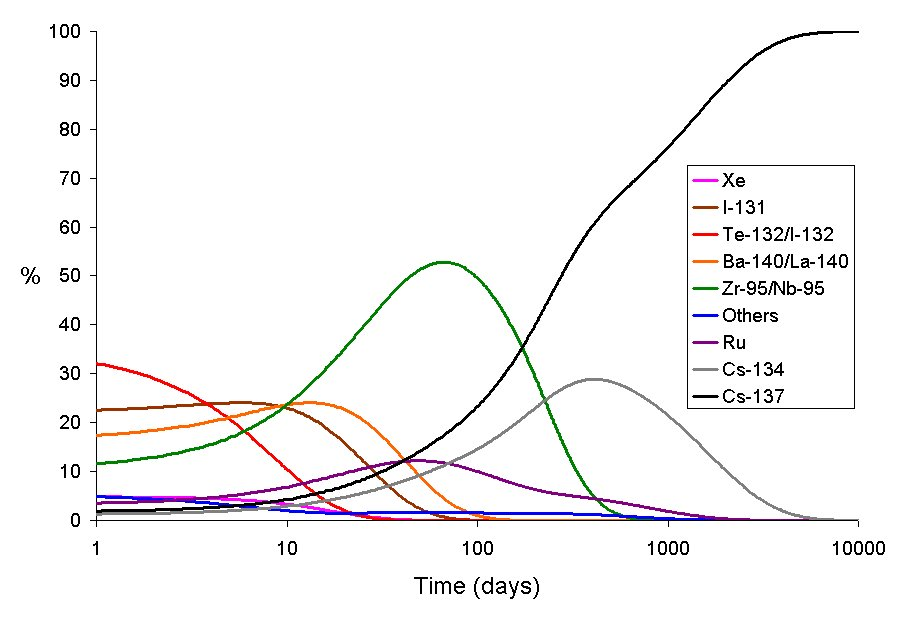
Zmiany względnych udziałów izotopów promieniotwórczych w powietrzu w dawce po awarii w Czarnobylu (według danych z raportu OECD)

### Historia
Za początek rozwoju polskiej sieci monitoringu radiacyjnego są uważane prace podjęte w połowie lat 50. XX w. przez pracowników Politechniki Warszawskiej, którzy już w roku 1957 utworzyli Centralne Laboratorium Ochrony Radiologicznej w Warszawie (CLOR). Potrzeba utworzenia laboratorium wynikała z narastających wówczas zagrożeń skażeniami związanymi z próbnymi wybuchami bomb jądrowych oraz z coraz częstszym stosowaniem izotopów w technice i w medycynie (zob. np. defektoskopia, radiologia).
Istotnym zdarzeniem w historii systemu była awaria elektrowni jądrowej w Czarnobylu, do której doszło 26 kwietnia 1986 roku. O sytuacji alarmowej rząd PRL został poinformowany dzięki pomiarom wykonywanym w stacji monitoringu radiacyjnego Służby Pomiaru Skażeń Promieniotwórczych w Mikołajkach, nadzorowanej przez CLOR w Warszawie, kierowane przez prof. Zbigniewa Jaworowskiego. Zwiększoną ilość radionuklidów w powietrzu zanotowano 28 kwietnia, gdy chmura radioaktywnego pyłu dotarła nad terytorium Polski. Analiza promieniotwórczych zanieczyszczeń powietrza wykazała – przed uzyskaniem informacji o wypadku w Czarnobylu – że ich źródłem jest awaria reaktora jądrowego. Identyfikację zagrożenia ułatwiło doświadczenie, które pracownicy CLOR nabyli m.in. kontrolując od połowy lat 60. stopień narażenia personelu medycznego i pacjentów w szpitalach stosujących coraz częściej radioaktywny izotop jodu 131I.
Dzięki wczesnej informacji o rodzaju zagrożenia było możliwe szybkie rozpoczęcie działań zmierzających do ochrony ludności. Zgodnie z propozycją CLOR, zgłoszoną już w nocy 28/29 kwietnia, niemal natychmiast rozpoczęto podawanie dzieciom dużych dawek jodu stabilnego w postaci płynu Lugola (wodnego roztworu jodku potasu i pierwiastkowego jodu). Zahamowano w ten sposób wchłanianie radioaktywnego 131I, którego kumulacja w tarczycy może prowadzić do powstawania jej nowotworów. W ciągu kilkudziesięciu godzin preparat zawierający jod stabilny podano 18,5 mln osób. Wstrzymano też wypas bydła na łąkach i zalecono ograniczenie spożywania produktów, które mogły być skażone (mleko, świeże owoce, warzywa, jarzyny, grzyby, woda opadowa). W prasie opublikowano komunikat Komisji Rządowej i tabelę skażeń. CLOR rozpoczął monitorowanie poziomu 131I w tarczycy u dzieci (z końcem maja otrzymano polecenie przerwania tej akcji).
W monitoringu radiacyjnym oraz opracowywaniu i wydawaniu komunikatów uczestniczył Ośrodek COAS – jednostki Systemu Wykrywania Skażeń Sił Zbrojnych. Nabyte w tym czasie doświadczenia ułatwiły uruchomienie w roku 1991 Wojskowej Zautomatyzowanej Sieci Pomiarów Skażeń Promieniotwórczych (SAPOS, od roku 1994 – element Państwowego Monitoringu Środowiska, PMŚ). Od roku 1993 w Ośrodku funkcjonuje Punkt Kierowania Systemem Wykrywania Skażeń, którego obsada w czasie 24 godzinnych dyżurów prowadzi monitoring skażeń na terenie kraju. W latach 90. w COAS rozpoczęto dostosowywanie zasad działania do obowiązujących w NATO.

### Współczesność
Współcześnie nadzór nad krajowym system monitoringu radiacyjnego sprawuje Państwowa Agencja Atomistyki, współpracując z Centralnym Laboratorium Ochrony Radiologicznej (CLOR), Krajowym Systemem Wykrywania Skażeń i Alarmowania (KSWSiA, działające od roku 2006), 6 Batalionem Chemicznym Sił Powietrznych i innymi jednostkami. Funkcję centrum dyspozycyjnego KSWSiA pełni Centralny Ośrodek Analizy Skażeń (COAS). Polscy eksperci uczestniczą też w pracach instytucji międzynarodowych, m.in. są członkami grup roboczych Europejskiej Wspólnoty Energii Atomowej (EURATOM), w tym grup ds. monitoringu poziomu napromieniowania powietrza, wód i gleby oraz ds. kontroli przestrzegania zasad przekazywania do Komisji Europejskiej wyników monitoringu radiacyjnego, wykonywanego w krajach członkowskich (w tym – w czasie zdarzeń radiacyjnych). Dla Międzynarodowej Agencji Energii Atomowej (agenda ONZ) przygotowują m.in. raporty o stanie bezpieczeństwa radiologicznego w Polsce, do których zobowiązuje Konwencja Bezpieczeństwa Jądrowego.

## Elementy systemu

### Stacje wczesnego wykrywania skażeń
Rodzaje stacji
- stacje podstawowe (całodobowe), których zadaniem są pomiary mocy dawki i pomiary spektrometryczne promieniowania gamma, umożliwiające wykrycie wzrostu mocy dawki o 25 nSv/h powyżej wartości średniej dla poprzednich 24 h; stacje są wyposażone w filtry umożliwiające zbieranie aerozoli atmosferycznych i wykrywanie stężeń 131I i 137Cs (na poziomie pojedynczych mikrobekereli na metr sześcienny powietrza, μBq/m³) oraz całkowitego promieniowania alfa i beta (na poziomie pojedynczych Bq/m³ po 1 godzinie pobierania),
- stacje wspomagające, których zadaniem są pomiary mocy dawki promieniowania gamma w ich otoczeniu.

| Miejscowość  | ASS-500 | PMS | IMiGW | MON |
| Bartoszyce   |         |     |       | ×   |
| Białystok    | ×       | ×   |       |     |
| Bydgoszcz    |         |     |       | ×   |
| Częstochowa  |         | N   |       |     |
| Gdynia       | ×       | ×   | ×     | ×   |
| Gorzów Wlkp. |         |     | ×     |     |
| Katowice     | ×       | N   |       |     |
| Kielce       |         | N   |       |     |
| Koszalin     |         | ×   |       |     |
| Kraków       | ×       | ×   |       | ×   |
| Legnica      |         | N   | ×     |     |
| Lesko        |         |     | ×     |     |
| Lublin       | ×       | ×   |       | ×   |
| Łódź         | ×       | ×   |       |     |
| Mikołajki    |         |     | ×     |     |
| Olsztyn      |         | ×   |       |     |
| Radom        |         | N   |       |     |
| Rzeszów      |         |     |       | ×   |
| Sanok        | ×       | ×   |       |     |
| Szczecin     | ×       | ×   |       | ×   |
| Suwałki      |         | N   |       |     |
| Śrem         |         |     |       | ×   |
| Świnoujście  |         |     | ×     | ×   |
| Toruń        | ×       | ×   |       |     |
| Ustka        |         |     |       | ×   |
| Warszawa     | ×       | ×   | ×     | ×   |
| Włodawa      |         |     | ×     |     |
| Wrocław      | ×       | ×   |       | ×   |
| Zakopane     |         |     | ×     |     |
| Zielona Góra | ×       | ×   |       |     |
| Żagań        |         |     |       | ×   |

Stacje ASS-500
Stacja ASS-500 jest terenowym urządzeniem do ciągłego pobierania próbek aerozoli atmosferycznych. Cząstki zawieszone w powietrzu są zatrzymywane na filtrze Petrianowa (FPP-15-1,5, powierzchnia czynna 420×420 mm), przez który wentylator przetłacza strumień powietrza pobieranego z wysokości 1,5 m nad poziomem gruntu. Przetłoczenie objętości rzędu 10³ m³ umożliwia jakościową i ilościową spektrometryczną analizę naturalnych i sztucznych radionuklidów od poziomu 0,5 μBq/m³ (zastosowanie niskotłowego spektrometru promieniowania gamma z detektorem HPGe).
We wszystkich stacjach na terenie Polski próbki są pobierane w cyklu tygodniowym. Zbiorcze raporty miesięczne i kwartalne opracowuje Zakład Dozymetrii Centralnego Laboratorium Ochrony Radiologicznej, który przekazuje je do Państwowej Agencji Atomistyki. Wyniki ze stacji działającej w CLOR (Warszawa) są wysyłane – na zasadzie wzajemności – do analogicznych jednostek w innych krajach (Niemcy, Szwajcaria, Finlandia, Włochy, Białoruś, Węgry).
Część stacji ASS-500 jest wyposażona w trzy liczniki G-M, mierzące on-line promieniowanie gamma i beta zebranego pyłu (bez możliwości odróżnienia radionuklidów naturalnych i sztucznych). Prowadzone są badania zmierzające do udoskonalenia metod detekcji, tak aby były lepiej dostosowane do potrzeb systemu wczesnego ostrzegania i alarmowania o obecności radionuklidów sztucznych.
Stacje PMS
System PMS (Permanent Monitoring Stations) umożliwia ciągły, bezobsługowy monitoring radiacyjny. Konstrukcję stacji i systemu opracowano w Danii na początku lat 90. w. W latach 2005–2006 w Polsce dokonano istotnej modernizacji sprzętowej i programowej (firma TD-ELECTRONICS). stacji zastosowano:
- Licznik scyntylacyjny promieniowania gamma z sondą NaI(Tl); zakres energetyczny: 100–2500 keV,
- sondę Geigera-Müllera do pomiarów równoważnika mocy dawki (Sv/h)
- czujniki temperatury,
- deszczomierz opadu deszczu (mm/h).

Od 2016 roku instalowane są nowe stacje PMS produkcji firmy TD-ELECTRONICS, wykonujące następujące pomiary (w tabeli oznaczone literą N):
- Meteorologia:
  - pomiar opadu deszczu lub wodnego równoważnika opadu śniegu
  - pomiar siły i kierunku wiatru
  - pomiar wilgotności
  - pomiar temperatury
  - pomiar ciśnienia atmosferycznego
- Radiometria
  - Pomiar mocy przestrzennego równoważnika dawki H*(10) [μSv/h] w zakresie energetycznym 50 keV - 1300 keV (detektor Geigera- Müllera)
  - Wykres widma promieniowania gamma w zakresie energetycznym 50 keV - 3000 keV (detektor scyntylacyjny 3"x3" NaI(Tl)

Wyniki pomiarów są automatycznie przesyłane do bazy PMS w PAA i do europejskiej bazy wymiany danych radiologicznych EURDEP (European Radiological Data Exchange Platform). Transmisja odbywa się  co 10 minut. Średnioroczny pobór mocy przez stację < 50 W/h. W przypadku zaniku zasilania sieciowego akumulator umożliwia pracę przez minimum 14 dni.
Stacje IMiGW i MON
Stacje Instytutu Meteorologii i Gospodarki Wodnej wykonują ciągłe pomiary mocy dawki promieniowania gamma, badania aerozoli atmosferycznych (aktywność całkowita i sztuczna promieniowania alfa i beta) oraz badania próbek wody opadowej (zawartość 137Cs w próbkach tygodniowych i miesięcznych, aktywności całkowitej promieniowania beta w próbkach dobowych i miesięcznych, zawartości 137Cs i 90Sr w połączonych próbkach miesięcznych ze wszystkich 9 stacji).
Stacje należące do MON – określane jako „wspomagające” – są zlokalizowane na terenach jednostek wojskowych. Wykonują automatyczne pomiary mocy dawki promieniowania gamma (wyniki są przekazywane do COAS).
Liczba stacji
Do systemu krajowego należy:
- 19 stacji automatycznych PMS (Permanent Monitoring Station), należących do PAA,
- 12 stacji typu ASS-500 (Aerosol Sampling Station), należących do CLOR (poza jedną – należącą do PAA),
- 9 stacji IMiGW,
- 13 stacji wspomagających, należących do MON.

### Placówki pomiarowe
W placówkach pomiarowych wykonywane są laboratoryjne analizy skażeń promieniotwórczych w próbkach środowiskowych (powietrze, woda, gleba) oraz w żywności i paszach. Sieć placówek tworzą:
- placówki podstawowe – 31 laboratoriów działających w Stacjach Państwowej Inspekcji Sanitarnej (San-Epid),
- placówki specjalistyczne – laboratoria, w których są wykonywane dokładniejsze analizy promieniotwórczości, działające w[1][22][14]:

1. Centralnym Laboratorium Ochrony Radiologicznej w Warszawie,
2. Państwowym Zakładzie Higieny w Warszawie,
3. Narodowym Centrum Badań Jądrowych w Otwocku,
4. Instytucie Fizyki Jądrowej w Krakowie,
5. Głównym Instytucie Górnictwa w Katowicach[23],
6. Akademii Górniczo-Hutniczej w Krakowie,
7. Instytucie Meteorologii i Gospodarki Wodnej w Warszawie,
8. Wojskowym Instytucie Higieny i Epidemiologii w Warszawie,
9. Wojskowym Instytucie Chemii i Radiometrii w Warszawie[24].

Do zadań placówek specjalistycznych należy wykonywanie pomiarów zawartości izotopów promieniotwórczych w próbkach, m.in.:
- mleka, wody do picia i artykułów żywnościowych – oznaczenia:
– sztucznych izotopów α-promieniotwórczych, zwłaszcza 239Pu, 241Am powyżej 1 Bq/dm³,

– sztucznych izotopów γ-promieniotwórczych, zwłaszcza 137Cs powyżej 0,1 Bq/dm³ i 90Sr powyżej 0,06 Bq/dm³,
- wody powierzchniowej – oznaczenia 137Cs powyżej 0,1 Bq/dm³ i 90Sr powyżej 0,06 Bq/dm³,
- gleby – oznaczenia 137Cs powyżej 0,1 kBq/m²,
- osadów dennych – oznaczenia 137Cs powyżej 1 Bq/kg, 239Pu powyżej 0,1 Bq/kg,
- opadu całkowitego – oznaczenia 137Cs powyżej 0,05 Bq/m²·miesiąc, 90Sr powyżej 0,05 Bq/m²·3 miesiące.

Poza wykonywaniem analiz zakres zadań placówek specjalistycznych obejmuje prowadzenie rejestrów pobierania próbek i wykonywanych analiz, uczestniczenie w organizowanych przez PAA pomiarach porównawczych (co najmniej raz na dwa lata) oraz opracowywanie nowych technik pomiarowych.

## Opracowanie wyników pomiarów

### Ocena stopnia zagrożenia na podstawie wyników pomiarów
Dane uzyskiwane ze stacji PMS wczesnego wykrywania skażeń analizuje na bieżąco (całodobowo) Centrum do spraw Zdarzeń Radiacyjnych (CEZAR). Na podstawie tych danych jest sporządzana aktualna mapa rozkładu mocy dawki promieniowania gamma w Polsce. Jest ona prezentowana na stronie internetowej PAA, wraz z komentarzem dotyczącym poziomu zagrożenia.

### Modelowanie rozprzestrzeniania się w środowisku
Poza oceną aktualnego poziomu zagrożenia, wyniki monitoringu radiacyjnego pozwalają określać szybkość i kierunki zmian tego poziomu. Umożliwia to szybkie identyfikowanie przyczyn wzrostu aktywności i podejmowanie decyzji dotyczących sposobów ochrony ludności przed promieniowaniem. W takich przypadkach użytecznym narzędziem są programy umożliwiające modelowanie rozprzestrzeniania się zanieczyszczeń w atmosferze, glebie i gruncie (analogiczne do stosowanych w procedurach postępowania w przypadku uwolnień do środowiska toksycznych związków chemicznych). Wyniki modelowania pozwalają ustalać położenie obiektu, z którego radionuklidy zostały uwolnione, oraz przewidywać kierunek i szybkość ich przemieszczania się na podstawie danych dotyczących sytuacji meteorologicznej – aktualnej i przewidywanej na kolejne dni.